# Каваками, Томоко
Томо́ко Кавака́ми (яп. 川上 とも子 Каваками Томоко, 25 апреля 1970 г.—9 июня 2011 г.) — японская актриса кино и озвучивания.

## Биография
Томоко Каваками родилась 25 апреля 1970 года в Токио (Япония).
В 1994 году она начала карьеру актрисы кино и озвучивания. В кино она снималась гораздо реже, чем занималась озвучиванием персонажей в каких-либо проектах. Всего на её счету, как актрисы кино и озвучивания, около 90 работ.
Скончалась в 41-летнем возрасте спустя 2 года и 10 месяцев борьбы с раком яичников 9 июня 2011 года в Токио (Япония).

## Существенные аниме-роли
- A Little Snow Fairy Sugar — Сугар
- Air — Мисудзу Камио
- Aria — Афина Глори
- Battle Athletes — Крис Кристофер
- Betterman — Сиилэ
- Cardcaptor Sakura — Рика Сасаки
- Темнее Чёрного — Эмбер
- Doki Doki School Hours — Аканэ Кобаяси
- Hikaru no Go — Хикару Синдо
- I'm Gonna Be An Angel! — Ноэллэ
- InuYasha (фильм первый) — Хари
- Jinki:EXTEND — Элние Татибана
- Kanon — Саюри Курата
- Maburaho — Рин
- NieA 7 — Кана
- Puni Puni Poemi — Муцуми Аасу
- Rune Soldier — Миллеру
- Saiyuki Reload — Лирин
- The Twelve Kingdoms — Рангяку
- Арена Ангелов — Мадока Фудзисаки
- Блич — Сой Фон (до 206 серии)
- Крестовый поход Хроно — Розетта Кристофер / Мария Магдалена
- Сильнейший в истории ученик Кэнити — Миу Фуриндзи
- Таинственная игра — Тирико
- Утена - юная революционерка — Утэна Тэндзё
- Шаман Кинг — Пирика Усуи
- Эльфийская песнь — Марико